# Traité de Saint-Pétersbourg de 1875
Pour les articles homonymes, voir Traité de Saint-Pétersbourg.

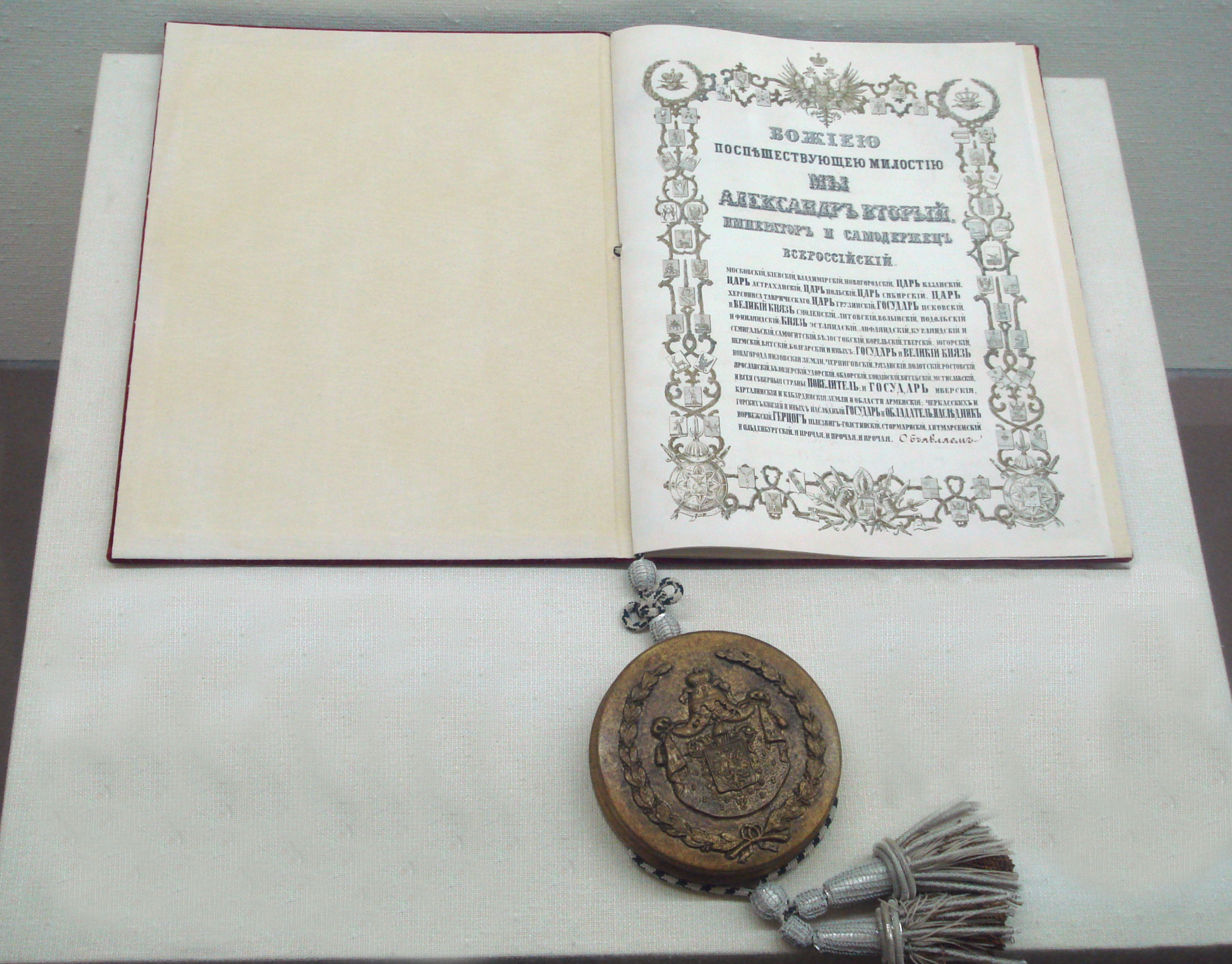

Le traité de Saint-Pétersbourg (ou traité d’échange de l’île de Sakhaline contre le groupe des îles Kouriles) entre l'empire du Japon et l'Empire russe a été signé le 7 mai 1875 dans la capitale russe, et ses ratifications échangées à Tokyo le 22 août de la même année. Il stipule que le Japon renonce à la partie de l’île de Sakhaline qu’il possède en échange du groupe des îles Kouriles possédé par la Russie. Le texte en français en est le texte authentique. Des différences avec sa traduction en japonais ont contribué à la controverse sur l’étendue des îles Kouriles, auxquelles le Japon a renoncé par le traité de paix de San Francisco en 1951, certaines îles faisant encore l’objet d’un contentieux avec la Russie.
Le traité de Shimoda de 1855, qui avait fixé la frontière russo-japonaise entre les îles Itouroup (Etorofu) et Ouroup (Uruppu) de l’archipel des Kouriles, avait laissé le territoire voisin de Sakhaline sans délimitation précise, ce qui avait conduit à des incidents entre colons russes et japonais. Pour remédier à cette situation, le gouvernement japonais dépêcha Takeaki Enomoto en ambassade à Saint-Pétersbourg pour négocier et définir les limites territoriales dans ce secteur. Par ce traité d'échange, l’île de Sakhaline fut intégralement rattachée à la Russie, et l’archipel des Kouriles rattaché intégralement au Japon.